# Saint-Brice-sous-Forêt
Pour les articles homonymes, voir Saint-Brice.
Saint-Brice-sous-Forêt est une commune française située dans le département du Val-d'Oise en région Île-de-France.

## Géographie

### Localisation
À 13 kilomètres au nord de Paris, la commune de Saint-Brice-sous-Forêt est située à l'ouest de la plaine de France, à l'orée de la forêt de Montmorency.

### Communes limitrophes
Les communes limitrophes sont  Groslay, Montmorency, Piscop, Sarcelles et Écouen.
|             | Piscop                 | Écouen    |
| Montmorency | Saint-Brice-sous-Forêt | Sarcelles |
|             | Groslay                |           |

### Climat
Pour des articles plus généraux, voir Climat de l'Île-de-France et Climat du Val-d'Oise.
En 2010, le climat de la commune est de type climat océanique dégradé des plaines du Centre et du Nord, selon une étude du CNRS s'appuyant sur une série de données couvrant la période 1971-2000. En 2020, Météo-France publie une typologie des climats de la France métropolitaine dans laquelle la commune est dans une zone de transition entre le climat océanique et le climat océanique altéré et est dans la région climatique  Sud-ouest du bassin Parisien, caractérisée par une faible pluviométrie, notamment au printemps (120 à 150 mm) et un hiver froid (3,5 °C). 
Pour la période 1971-2000, la température annuelle moyenne est de 11,4 °C, avec une amplitude thermique annuelle de 15,3 °C. Le cumul annuel moyen de précipitations est de 676 mm, avec 10,5 jours de précipitations en janvier et 8,1 jours en juillet. Pour la période 1991-2020, la température moyenne annuelle observée sur la station météorologique la plus proche, située sur la commune de Bonneuil-en-France à 7 km à vol d'oiseau, est de 12,1 °C et le cumul annuel moyen de précipitations est de 616,3 mm,. Pour l'avenir, les paramètres climatiques de la commune estimés pour 2050 selon différents scénarios d'émission de gaz à effet de serre sont consultables sur un site dédié publié par Météo-France en novembre 2022.

## Urbanisme

### Typologie
Au 1er janvier 2024, Saint-Brice-sous-Forêt est catégorisée grand centre urbain, selon la nouvelle grille communale de densité à sept niveaux définie par l'Insee en 2022.
Elle appartient à l'unité urbaine de Paris, une agglomération interdépartementale regroupant 407  communes, dont elle est une commune de la banlieue,,. Par ailleurs la commune fait partie de l'aire d'attraction de Paris, dont elle est une commune du pôle principal,. Cette aire regroupe 1 929 communes,.

### Occupation des sols

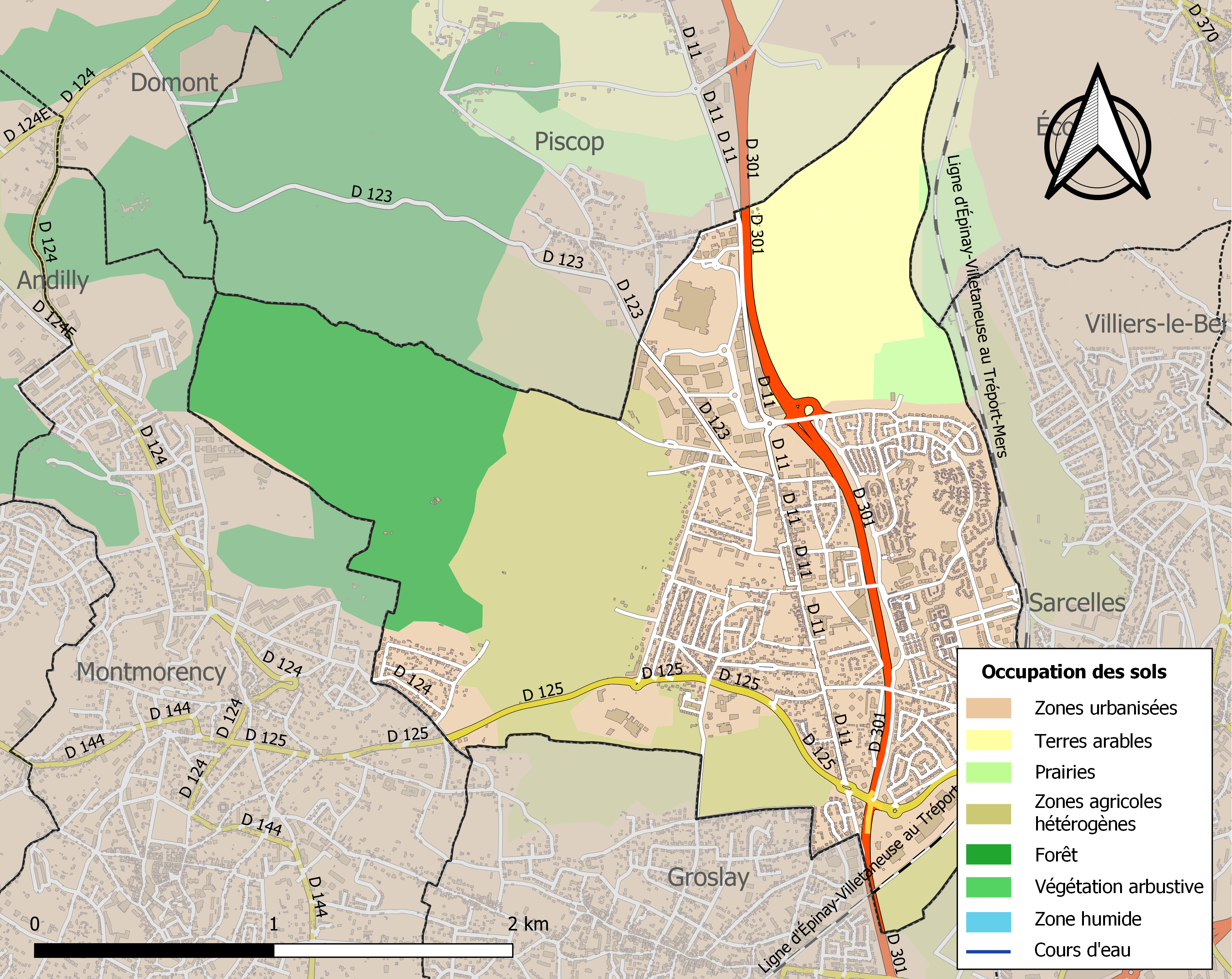
Carte des infrastructures et de l'occupation des sols de la commune en 2018 (CLC).

### Morphologie urbaine
La ville de Saint-Brice-sous-Forêt peut être divisée en différents quartiers :
- Le centre-ville, qui constitue le cœur historique de la ville[13],
- Le quartier des Vergers, né vers 1975 pour répondre au manque de logements (les premiers logements furent habités dès 1974),
- Les Rougemonts,
- Le clos du château,
- La résidence de la Fontaine Saint-Martin,
- La résidence du Village, Cité Jaune
- Le K-ré,
- Le quartier de la Plante au Flamands.

### Habitat et logement
En 2020, le nombre total de logements dans la commune était de 5 983, alors qu'il était de 5 554 en 2015 et de 5 339 en 2010.
Parmi ces logements, 95,4 % étaient des résidences principales, 0,7 % des résidences secondaires et 3,9 % des logements vacants. Ces logements étaient pour 43,3 % d'entre eux des maisons individuelles et pour 55,9 % des appartements.
Le tableau ci-dessous présente la typologie des logements à Saint-Brice-sous-Forêt en 2020 en comparaison avec celle du Val-d'Oise et de la France entière. Une caractéristique marquante du parc de logements est ainsi une proportion de résidences secondaires et logements occasionnels (0,7 %) inférieure à celle du département (1,4 %) et très inférieure à celle de la France entière (9,7 %). Concernant le statut d'occupation de ces logements, 58,5 % des habitants de la commune sont propriétaires de leur logement (63,9 % en 2015), contre 55,5 % pour le Val-d'Oise et 57,5 pour la France entière.
| Typologie                                               | Saint-Brice-sous-Forêt | Val-d'Oise | France entière |
| ------------------------------------------------------- | ---------------------- | ---------- | -------------- |
| Résidences principales (en %)                           | 95,4                   | 92,6       | 82,1           |
| Résidences secondaires et logements occasionnels (en %) | 0,7                    | 1,4        | 9,7            |
| Logements vacants (en %)                                | 3,9                    | 6          | 8,2            |

### Voies de communication et transports
Saint-Brice est desservie par l'ex-RN1 (actuelle RD 301) qui traverse la ville du nord (en direction de Beauvais) au sud (en direction de Paris) et la RD125 qui relie Montmorency à Sarcelles d'Ouest en Est au Sud de la ville. Elle est également à proximité de la RD11.
La commune est desservie en termes de transports en commun par la gare de Sarcelles - Saint-Brice située sur la ligne d'Épinay - Villetaneuse au Tréport - Mers et desservie par les trains de la ligne H du Transilien (Paris-Nord - Persan - Beaumont/Luzarches) et les réseaux de bus RATP, Roissy Ouest, Vallée de Montmorency et la nuit par Noctilien.

## Toponymie
Attestée sous la forme  Sanctus Bricius en 1124.

Le nom de la commune provient du saint éponyme, successeur de saint Martin à l'épiscopat de Tours en 397, ou de Bricta, déesse gauloise des sources.
Sous la Révolution, la commune prend le nom de Brice libre.
C'est dans un document de 1125, où Mathieu le Bel, futur seigneur de Villiers, énumère ses possessions, que le nom de Saint-Brice apparaît pour la première fois.

## Histoire

### Temps modernes
Le village fait partie de la seigneurie des Montmorency au XIIIe siècle. Ils y ont droit de haute, moyenne et basse justice et aussi un droit de prélèvement sur les poissons de mer transitant par le bourg vers Paris, droit confirmé le 11 mai 1390 par le parlement de Paris

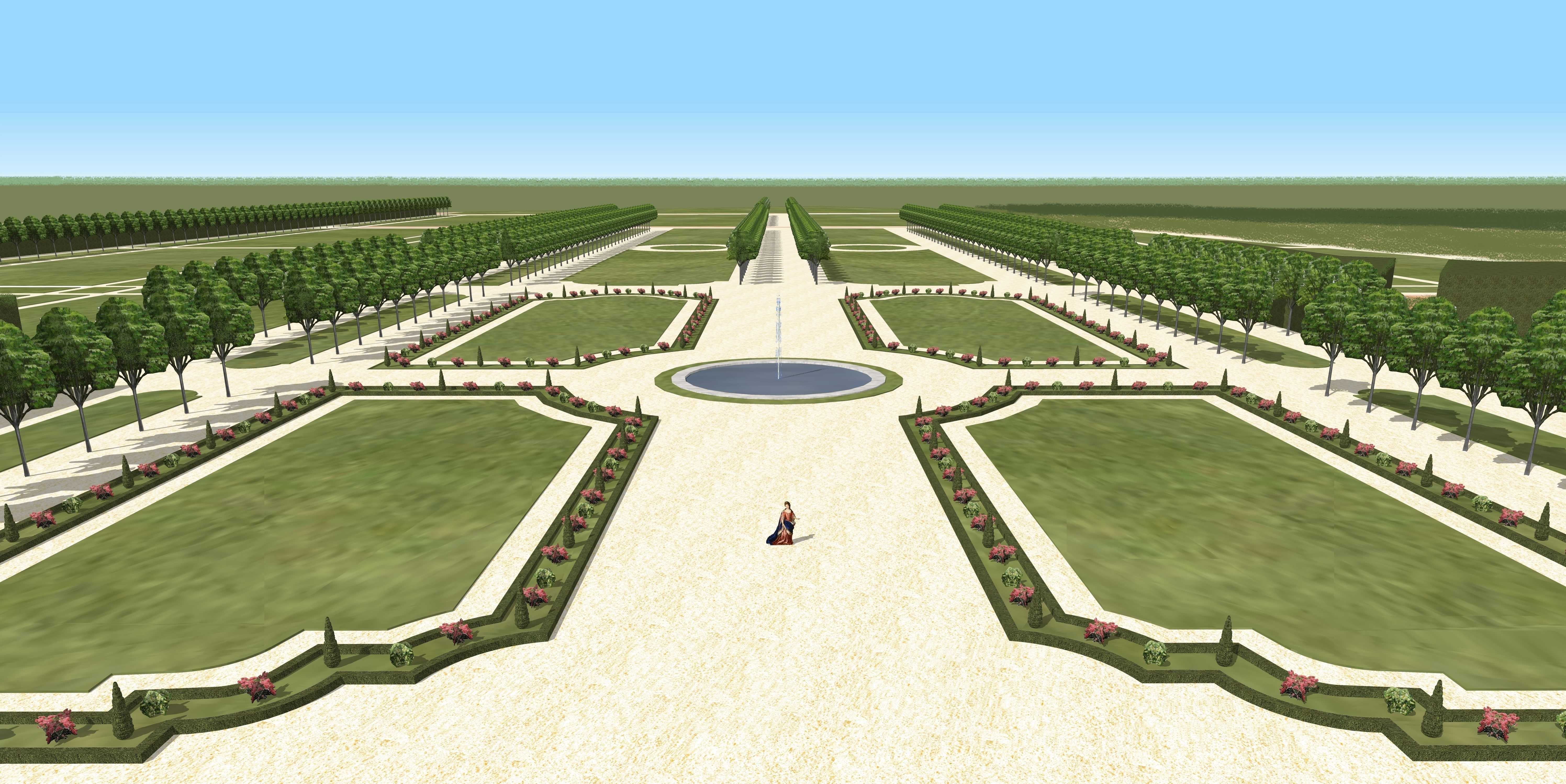
Restitution du parterre du château de Saint-Brice-sous-Forêt, XVIIIe siècle.

Mais en 1632, Henri II de Montmorency, coupable d'avoir conspiré contre le roi Louis XIII, est décapité en place publique à Toulouse. Ses biens sont dévolus à sa sœur, Charlotte-Marguerite de Montmorency, femme de Henri II de Bourbon-Condé, puis aucomte de Vienne, brigadier des armées du roi au XVIIIe siècle. La communauté villageoise compte à cette époque environ 171 foyers c'est-à-dire 800 habitants, vivant pour la plupart de l'agriculture et, en complément, de la fabrication de dentelle alors florissante dans la région. La vigne représentait la principale activité agricole. Saint-Brice présentait déjà son double aspect résidentiel et rural. Les belles propriétés jouxtaient des vignobles. Le travail à domicile de la dentelle constituait une importante source de revenus pour la commune.

### Révolution française et Empire
La Révolution française amène son lot d'enthousiasme et également d'excès. Malgré les protestations des villageois, Jean-Louis Loiseau de Béranger, le propriétaire du château de Saint-Brice est guillotiné en tant que fermier général.
L'Empire, puis la Restauration, amènent un certain nombre de notables dans la commune. C'est ainsi que Talleyrand, ministre de Napoléon, est propriétaire, du 5 juin 1812 au 16 août 1815, du château de Loiseau de Béranger où il séjourna avec la duchesse de Dino, épouse de son neveu (il n'en reste que les écuries, restaurées en 1975, et le parc).

### Époque contemporaine
Au XIXe siècle, Saint-Brice, proche de Paris, devient un lieu de villégiature très recherché. À la fin du siècle, on compte 27 belles propriétés. La plupart existent encore et donnent à la ville son charme et sa verdure. Saint-Brice devient alors une bourgade agricole et prospère et le reste jusqu'à la Première Guerre mondiale (1914-1918).
Pendant la guerre franco-allemande de 1870, la commune, abandonnée par ses édiles, doit sa survie au dévouement sans faille et à la sagesse de son curé, l'abbé Louis Salati, qui, au péril de sa vie, assuma les fonctions de maire sans en avoir le titre.
En 1877, la gare de Sarcelles - Saint-Brice est mise en service par la compagnie des chemins de fer du Nord  sur la Ligne de Paris au Tréport - Mers. Elle s'appelle Sarcelles-Saint-Brice, malgré un usage qui donne à la commune où se trouve le bâtiment de la gare le droit de figurer en tête du nom. Le chemin de fer révolutionne la vie du village : les Parisiens viennent de plus en plus nombreux passer le dimanche à la campagne et les cultivateurs ont de nouvelles possibilités pour expédier leurs fruits et légumes. En 1907, la seule gare de Sarcelles-Saint-Brice expédie 140 wagons de poireaux par mois dans les centres du Nord : Lille, Roubaix, Valenciennes, Cambrai…
Pendant la Première Guerre mondiale, Saint-Brice n'est pas très éloignée du front. Les grandes propriétés accueillaient des soldats pendant leurs permissions.  Le village se trouvant sur la trajectoire de la Grosse Bertha, l'heure n'est plus à la villégiature. Les difficultés apparaissent : réquisitions, restrictions, manque de main d'œuvre… Comme partout en France, les femmes et les enfants prirent la place des hommes dans les champs. Cinquante-cinq Saint-Briciens meurent durant ce conflit. 
Après 1918, bien des fortunes locales s'étaient amoindries ou changé de mains, de grandes propriétés sont morcelées pour laisser place aux premiers lotissements : le Clos du Château, le Parc de Mauléon, le Clos Béranger… Saint-Brice vit alors sa première grande urbanisation juste après cette guerre. La commune compte 2 500 habitants en 1931.
Vers 1935, on observe une mutation agricole : les terres maraîchères laissent la place à l'arboriculture. On remarque alors que 80 % des terres disponibles sont plantées en poiriers dont les fruits sont très prisés sur les marchés. La population à cette époque est de 2 700 habitants environ. L'activité agricole demeure alors  importante, la région constituant une réserve maraîchère : choux-fleurs, petits pois, poires, pommes, fraises.
Durant la Seconde Guerre mondiale, Saint-Brice ne subit que deux brefs passages des armées allemandes : lors de la  bataille de France en juin-juillet 1940 et en août 1944. Les chars de la 2e division de blindés, dirigés par le général Leclerc, traversent Saint-Brice par l'avenue du Général-de-Gaulle ; une plaque commémorative rappelle l'évènement.
C'est à partir des années 1960 que la commune connaît un développement urbain régulier avec la multiplication des résidences et des lotissements, et l'aménagement de zones industrielles et commerciales.
Au XXIe siècle, Saint-Brice, avec ses 16 690 habitants en 2010 garde son double visage de ville nouvelle très équipée et de village ancien soucieux de garder son patrimoine architectural, son âme, son histoire et sa verdure.

## Politique et administration

### Rattachements administratifs et électoraux

#### Rattachements administratifs
Antérieurement à la loi du 10 juillet 1964, la commune faisait partie du département de Seine-et-Oise. La réorganisation de la région parisienne en 1964 fit que la commune appartient désormais au département du  Val-d'Oise et à son arrondissement de Sarcelles, après un transfert administratif effectif au 1er janvier 1968.
Saint-Brice faisait partie de 1801 à 1964 du canton d'Écouen, année où il est rattaché au canton de Sarcelles-Centre de Seine-et-Oise. Lors de la mise en place du Val-d'Oise intègre en 1967 le canton de Domont, puis, en 1976, le canton de Sarcelles-Saint-Brice, et enfin en 1985 au canton d'Écouen. Dans le cadre du redécoupage cantonal de 2014 en France, cette circonscription administrative territoriale a disparu, et le canton n'est plus qu'une circonscription électorale.

#### Rattachements électoraux
Pour les élections départementales, la commune est membre depuis 2014 du canton de Deuil-la-Barre
Pour l'élection des députés, elle fait partie de la septième circonscription du Val-d'Oise.

### Intercommunalité
Saint-Brice-sous-Forêt était membre fondateur de la communauté de communes de l'Ouest de la Plaine de France (CCOPF) .
Dans le cadre de la mise en œuvre de la loi MAPAM du 27 janvier 2014, qui prévoit la généralisation de l'intercommunalité à l'ensemble des communes et la création d'intercommunalités de taille importante, celle-ci a fusionné avec sa voisine pour former, le 1er janvier 2016 pour former la Communauté d'agglomération Plaine Vallée, dont est désormais membre la commune.

### Tendances politiques et résultats
Au premier tour des élections municipales de 2014 dans le Val-d'Oise, la liste UMP-UDI menée par le maire sortant Alain Lorand obtient la majorité absolue des suffrages exprimés, avec 3 055 voix (68,79 %, 28 conseillers municipaux élus, dont 9 communautaires), devançant largement celle PS menée par Didier Arnal, qui a obtenu 1 386 voix (31,20 %, 5 conseillers municipaux élus, dont 1 communautaire). 

Lors de ce scrutin, 48,35 des électeurs se sont abstenus.
Pour les municipales de 2020, le maire sortant Alain Lorand (RPR, puis UMP et enfin UDI, élu dès le 1er tour en 2014) avait dans un premier temps annoncé qu'il se représenterait malgré son âge avancé (82 ans en 2019), faute d'avoir trouvé un successeur — ce qui avait provoqué une crise dans la municipalité — puis annoncé son retrait au profit de Jean-Pierre Yalcin, ancien membre de LR. La liste que ce dernier menait est arrivée légèrement en tête au premier tour, mais, avec 39,06 % des suffrages exprimés (1 175 voix), a été battue par celle menée par Nicolas Leleux (LREM) au second tour (44,05 %, 1 325 voix), suivies par la liste menée par Marc Guyot (Div. C., 16,89 %, 508 voix). 
Lors de ce scrutin, marqué par la crise de la pandémie de Covid-19 en France, 64,70 % des électeurs se sont abstenus. 
Ces résultats, contestés par Jean-Pierre Yalcin, ont été confirmés en mars 2021 par le tribunal administratif de Cergy, qui a confirmé l'élection municipale de 2020. 
À la suite de la démission de Nicolas Leleux, Virginie Prehoubert est élue maire, le 5 décembre 2023. 

### Distinctions et labels
Commune donneur
La ville s’investit en faveur du don du sang en soutenant l’association Amicale pour le don de sang bénévole de Sarcelles Saint-Brice. Cela se traduit par la mise à disposition d’un lieu de collecte de qualité et facile d’accès : l’école Jean de la Fontaine. La ville s’est vue ainsi remettre, en 2014 et 2015 (pour les années 2013 et 2014), par l’Établissement français du sang, le cœur collecte du label Commune Donneur (et elle l'obtient chaque année depuis). La ville a décroché un deuxième cœur du label en 2016 (pour l’année 2015) et elle l'obtient chaque année depuis : le cœur communication, qui récompense la pédagogie et l’information des citoyens sur le don de sang[réf. nécessaire].
Villes et villages fleuries
En 2011, la ville a reçu pour la première fois un prix pour sa participation au Concours départemental des villes, villages et maison fleuris : le prix de la protection des ressources naturelles. Ce prix récompense les personnes ayant travaillé pour une gestion économique de l’eau, une gestion intelligente de l’énergie et des déchets verts ainsi qu’une valorisation de la biodiversité[réf. nécessaire]. En 2012, la ville a maintenu ce prix et en a reçu un second, celui du cadre végétal. En 2013, la Ville a reçu le prix d'excellence[réf. nécessaire]. Elle a obtenu sa première fleur en 2014[réf. nécessaire]. En 2021, Saint-Brice-sous-Forêt est couronnée d'une seconde fleur.
Prix de l'éco-conception
Le Saint-Brice magazine a reçu le prix de l’éco-conception au Grand prix de la presse municipale 2018. Cette distinction récompense l'engagement durable et l’impact des actions sur l’environnement. Le magazine est considéré comme la référence en la matière puisqu’il est au maximum de tous les critères pris en compte[réf. nécessaire] :
- un format,
- une pagination et une périodicité adaptées,
- un papier respectueux de l’environnement (recyclé ou PEFC),
- le choix d’une imprimerie répondant à tous les éco-labels existants (voir encadré),
- une distribution sans film plastique.
- etc.

Ville active et sportive
Saint-Brice-sous-Forêt est labellisée « Ville Active & Sportive ». Après avoir obtenu un premier laurier pour 2017-2018, elle a décroché un deuxième laurier pour 2019-2021.[réf. nécessaire]

### Jumelages
La commune est jumelée avec le quartier de Devínska Nová Ves, de la ville de Bratislava, en Slovaquie.

## Équipements et services publics

### Enseignement
L'enseignement à Saint-Brice dépend de l'académie de Versailles.
Il y a 9 établissements scolaires sur le territoire de la commune :
- 4 écoles maternelles
- 4 écoles élémentaires
- 1 collège : l'Ardillière de Nézant

Les écoles maternelles portent les noms d'Alphonse Daudet, Charles Perrault/Hans Andersen, Jean Charron et Léon Rouvrais.
Les écoles primaires portent quant à elles les noms d'Antoine de Saint-Exupéry, Jean de La Fontaine, Jules Ferry, Pierre et Marie Curie.
Le collège L'Ardillière de Nézant accueille les élèves de Saint-Brice et parfois ceux de Groslay, commune proche de l'établissement. Le collège est situé dans le quartier du clos du château. Il touche la D 125. Il compte environ 700 élèves.
La commune ne possède pas de lycée sur son sol. Les lycées les plus proches sont le lycée Camille Saint-Saëns situé à Deuil-la-Barre (rue Guynemer), le lycée Jean-Jacques Rousseau situé à Montmorency (2, rue Jaigny) ou le lycée-collège Le Saint Rosaire situé à Sarcelles.
L'établissement supérieur privé Compta-Sup Marketing/C.E.F.I.G.O, situé à côté du collège de Nézant, propose quant à lui des formations permettant d'obtenir le bac STG, les BTS NRC, MUC, Professions Immobilières, Assistant de Manager, Assistant de gestion PME/PMI, Notariat (Bac+2), un cursus comptable complet : DCG (Bac+1), BTS Comptabilité et Gestion des Organisations (Bac+2), le DEES (Bac+3), le Master (Bac +5).

### Équipements culturels
Théâtre de l'ouest de la Plaine de France (TOPF) Silvia-Monfort
Le théâtre de l'ouest de la Plaine de France Silvia Monfort, d'une capacité d'accueil de 460 places, propose une programmation pluridisciplinaire qui s’adresse à tous les publics. Il est situé à l'intérieur du Centre culturel et sportif Lionel Terray mais dépend de la communauté d'agglomération Plaine Vallée.
Centre culturel et sportif Lionel Terray
Ce centre comprend :
- un gymnase
- le point lecture et le lieu d'accueil enfants parents
- le hall-bar Edith Wharton et l'espace Paul Eluard pour les expositions temporaires d'œuvres d'art (tableaux, sculptures, photographies…)
- le conservatoire de musique et l'espace Berlioz où des scènes ouvertes ont lieu régulièrement

La ludothèque
La municipalité de Saint-Brice a ouvert une ludothèque dans le quartier des Vergers.
La bibliothèque
Située dans le quartier des Vergers, la bibliothèque propose de nombreuses animations comme le Festival du conte, le club lecture, l'apéro-graines…

### Justice, sécurité, secours et défense
Saint-Brice-sous-Forêt fait partie de la juridiction d’instance de Gonesse (depuis la suppression du tribunal d'instance d'Écouen en février 2008), et de grande instance ainsi que de commerce de Pontoise,.

## Population et société

### Démographie
L'évolution du nombre d'habitants est connue à travers les recensements de la population effectués dans la commune depuis 1793. Pour les communes de plus de 10 000 habitants les recensements ont lieu chaque année à la suite d'une enquête par sondage auprès d'un échantillon d'adresses représentant 8 % de leurs logements, contrairement aux autres communes qui ont un recensement réel tous les cinq ans,.

En 2022, la commune comptait 15 209 habitants, en évolution de +2,66 % par rapport à 2016 (Val-d'Oise : +4 %, France hors Mayotte : +2,11 %).
| 1793 | 1800 | 1806 | 1821 | 1831 | 1836 | 1841 | 1846 | 1851 |
| ---- | ---- | ---- | ---- | ---- | ---- | ---- | ---- | ---- |
| 836  | 775  | 794  | 761  | 832  | 885  | 851  | 830  | 790  |

| 1856 | 1861 | 1866 | 1872 | 1876 | 1881  | 1886  | 1891  | 1896  |
| ---- | ---- | ---- | ---- | ---- | ----- | ----- | ----- | ----- |
| 742  | 845  | 908  | 812  | 957  | 1 013 | 1 143 | 1 172 | 1 233 |

| 1901  | 1906  | 1911  | 1921  | 1926  | 1931  | 1936  | 1946  | 1954  |
| ----- | ----- | ----- | ----- | ----- | ----- | ----- | ----- | ----- |
| 1 214 | 1 184 | 1 229 | 1 380 | 2 051 | 2 528 | 2 733 | 2 589 | 3 080 |

| 1962  | 1968  | 1975  | 1982  | 1990   | 1999   | 2006   | 2011   | 2016   |
| ----- | ----- | ----- | ----- | ------ | ------ | ------ | ------ | ------ |
| 3 364 | 4 804 | 7 491 | 9 528 | 11 662 | 12 540 | 13 696 | 14 361 | 14 815 |

| 2021   | 2022   | - | - | - | - | - | - | - |
| ------ | ------ | - | - | - | - | - | - | - |
| 15 209 | 15 209 | - | - | - | - | - | - | - |

### Manifestations culturelles et festivités
La brocante annuelle de Saint-Brice se déroule le dernier week-end de juin. Cette brocante est organisée par le club de football de la ville.
La Ville organise tous les ans son marché de Noël. Il est toujours le deuxième week-end de décembre et dure deux jours.

### Sports et loisirs
Des locaux sont présents dans la ville pour permettre la pratique des sports. La municipalité a inauguré en septembre 2018 une salle multisports Colonel-Arnaud-Beltrame qui permet la pratique des arts martiaux.
Arts martiaux

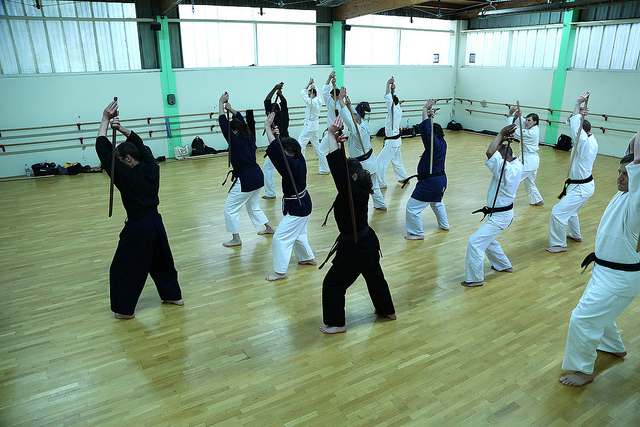
Stage de kenjutsu au COSEC.

Liste des arts martiaux sur la ville :
- Aïkido (Ringenkaï[38])
- Bokaïdo
- Judo
- Karaté
- Kenjutsu (Hyoho Niten Ichi Ryu[39])
- Krav Maga
- Taïchi Chuan
- Viet Vo Dao, école Kim Long et école Tigre Jaune

La ville compte un dojo au COSEC.
Sur l'impulsion du maire, la ville accueille dès 2004 des maîtres japonais venus enseigner l'art du sabre (kenjutsu) de Miyamoto Musashi aux pratiquants français et européens de 10 nationalités. Le Grand-maître Iwami Toshio revient en 2005 et 2011 pour des stages internationaux. Depuis, des cours de Hyoho Niten Ichi Ryu ont régulièrement lieu sous l'autorité de Nguyen Thanh Thien, représentant pour la France de cette école traditionnelle japonaise. La ville est le berceau du développement français et européen de l'art du sabre du plus fameux samouraï du Japon.
En juin 2016, la Ville organise un Gala des Arts Martiaux qui a été l'occasion d'unir les membres des associations d'arts martiaux présents à Saint-Brice-sous-Forêt en une soirée qui a réuni un public de plus de cinq cents personnes.
Sports Collectifs
- Basketball
- Handball
- Football

Sports individuels
- Athlétisme
- Danse
- Équitation
- Musculation
- Pelote basque
- Tennis
- Tennis de table
- Tir
- Tir à l'arc

### Cultes
Plusieurs communautés religieuses sont présentes à Saint-Brice. La ville possède des lieux de cultes différents pour les catholiques et les israélites.
Les israélites disposent de deux synagogues : La synagogue Ohel Abraham et le Beth Habad ainsi que d'un centre communautaire et d'un mikvé.
Le cimetière de Saint-Brice se trouve rue de Paris au nord de la ville, près de la ZAC des Perruches.

## Économie
La population active en 2015 est de 7 245 individus, dont 6 343 actifs ayant un emploi.
La ville compte plus de 3000 emplois en 2015 :
- employés (37,3 %),
- professions intermédiaires (26,6 %)
- ouvriers (14,3 %)
- cadres et professions intellectuelles supérieuses (13,6 %)
- artisans, commerçants, chefs d'entreprise (8,6)

En 2015, la commune compte 1 110 entreprises dont :
- 75,5 % dans le commerce, transport et services divers,
- 12,4 % dans l’administration publique, enseignement, santé et action sociale,
- 8 % dans la construction,
- 3,8 % dans l’industrie.

### Revenus de la population et fiscalité
En 2010, le revenu fiscal médian par ménage était de 38 137 €, ce qui plaçait Saint-Brice-sous-Forêt au 3 659e rang parmi les 31 525 communes de plus de 39 ménages en métropole.

### Entreprises et commerces
Saint-Brice-sous-Forêt dispose de trois zones d'activités commerciales  et d'artères commerçantes dans la rue de Paris, rue de Montmorency, place de la Gare.
- La ZAC des Perruches située au nord de la ville. C'est la zone économique la plus ancienne de Saint-Brice.
- La ZAC des Vergers, situé à l'est de la ville. Cette ZAC est voisine du parc Georges-Brassens qui est le plus grand parc de la ville.
- La ZAC de la chapelle Saint-Nicolas, au sud de la ville.

Il existe également un marché couvert, près de l'église sur la place Gallieni.

## Culture locale et patrimoine

### Lieux et monuments
Saint-Brice-sous-Forêt compte trois monuments historiques sur son territoire :
- Église Saint-Brice, rue de Paris (chapelle accolée à la face nord du clocher et clocher classés monument historique par arrêté de 1964[50]) :

La fondation de la paroisse remonte au début du XIIe siècle, et c'est dans la seconde moitié du même siècle que commence la construction de l'église actuelle, par le clocher central qui subsiste à ce jour. Il est de style gothique primitif. Au second quart du XIIIe siècle, l'église est complétée par les bras du transept et des chapelles latérales, qui annoncent le style gothique rayonnant.
Seul le croisillon nord a été préservé. L'église gothique étant devenue trop petite au début du XVIe siècle, sa nef et son chœur sont dédoublés par un long vaisseau de style gothique flamboyant, accompagné d'un collatéral au sud. Ce vaste complexe, dédicacé en 1525, a entièrement disparu. En effet, le chœur empiète sur le tracé rectifié de la route royale de Paris à Amiens, et sa démolition est pour les habitants l'occasion de décider la construction d'une nouvelle église.
Elle se fait dans un bref délai de septembre 1778 à mai 1780, qui explique sans doute la facture rustique de l'édifice, dont seule la façade néo-classique donnant sur la rue a été soignée. Tout ce qui reste de l'ancienne église est démoli au plus tard au XIXe siècle, à l'exception du clocher et de l'ancien croisillon nord.
À l'occasion d'une grande campagne de rénovation entre 1886 et 1889, l'intérieur subit une transformation néo-gothique pour lui donner un caractère plus solennel. Moins d'un siècle plus tard, ce décor ne donne plus satisfaction, et toute trace en est effacé lors de la restauration des années 1980.
Depuis, l'église Saint-Brice se présente comme une grande salle rectangulaire sans marque particulière d'architecture religieuse. La vocation de l'édifice n'est soulignée que par le mobilier liturgique et les vitraux hagiographiques,.
- Maison de l'Escuyer, 34 rue de Paris (inscrite monument historique en 1976[52]) : Cette propriété du XVIIe et du XVIIIe siècle tient son nom de Nicolas Vincent du Trou, héritier du domaine en 1730 et écuyer du roi.

Du Trou fait agrandir l'habitation par une aile en retour d'équerre. La façade principale, de style classique, comporte un rez-de-chaussée aux hautes fenêtres, et un étage beaucoup plus bas, sous un toit à faible pente. La façade s'articule autour d'une tour carrée, précédée par une demi-tour cylindrique. Après une longue période d'abandon, la restauration de la demeure commence enfin en 2012[réf. nécessaire].
- Pavillon Colombe, rue Edith-Wharton (classé monument historique en 1993[53]) : Folie édifiée par l'architecte François-Joseph Bélanger vers 1770 ou bien par Firmin Perlin vers 1778 pour Jean-André de Vassal de Saint-Hubert, riche receveur des finances qui l'offre à sa maîtresse Marie-Catherine Riggieri (1751-1830), actrice de la Comédie-Italienne dite « Mademoiselle Colombe »[54].

André Vassal y fait également travailler l'architecte Trou dit Henry, et peut-être Guillaume Trepsat, de sorte qu'il est difficile de déterminer ce qui revient auquel de ces architectes. Des fresques sont réalisées par Hubert Robert, et des sculptures par Jean-Baptiste Pigalle et Jean-Antoine Houdon. La maison est dépouillée au XIXe siècle de presque tout son décor intérieur, dont les boiseries à décor de colombes se becquetant et le portrait de Mlle Colombe lâchant des colombes par Fragonard, qui ornait un trumeau.
Elle est habitée avant la Première Guerre mondiale par la cantatrice Felia Litvinne, puis par la veuve d'un médecin qui lui donne le prénom de son mari, Jean-Marie. En 1919, la romancière américaine Edith Wharton s'y installe. C'est elle qui donne à la propriété le nom de « Pavillon Colombe » sous lequel elle est connue aujourd'hui. Elle y fait réaliser des travaux par les architectes Charles Moreux et Henri Gonse et le major Lawrence Johnston, qui y crée un jardin de buis à la française. Edith Wharton est morte au Pavillon Colombe en 1937 après y avoir écrit plusieurs de ses romans (plaque commémorative près de la porte). La maison est alors achetée par Hélie de Talleyrand-Périgord (1882-1968), 7e et dernier duc de Talleyrand, duc de Sagan et de Dino. Ce dernier la restaure et y « disposa une magnifique collection de meubles, de portraits et de souvenirs de famille ». C'est sous sa direction que le jardin est repris par l'architecte-paysagiste anglais Russell Page entre 1938 et 1941 et de nouveau en 1949[réf. nécessaire].

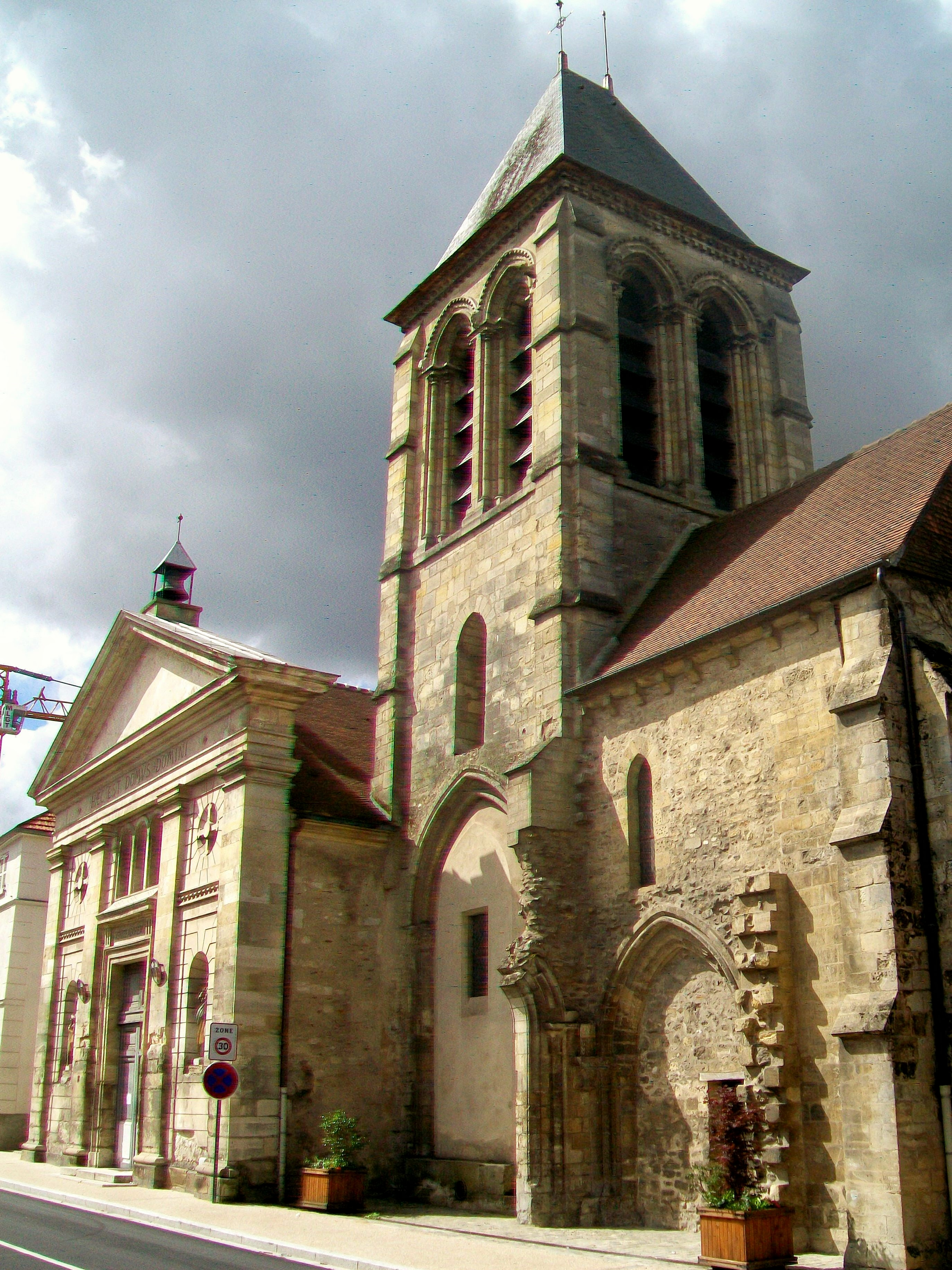
Église Saint-Brice.
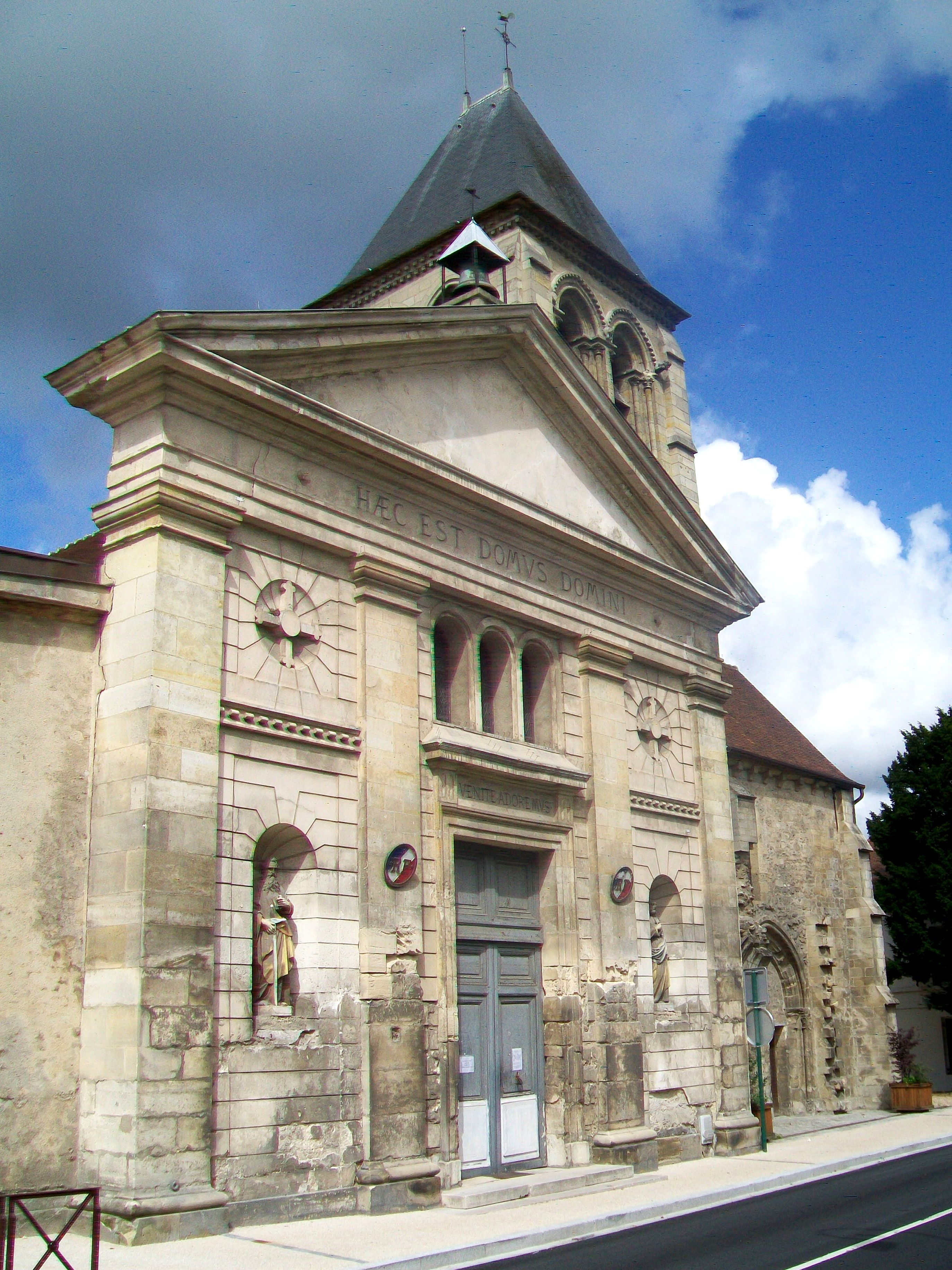
Façade de 1778-80.
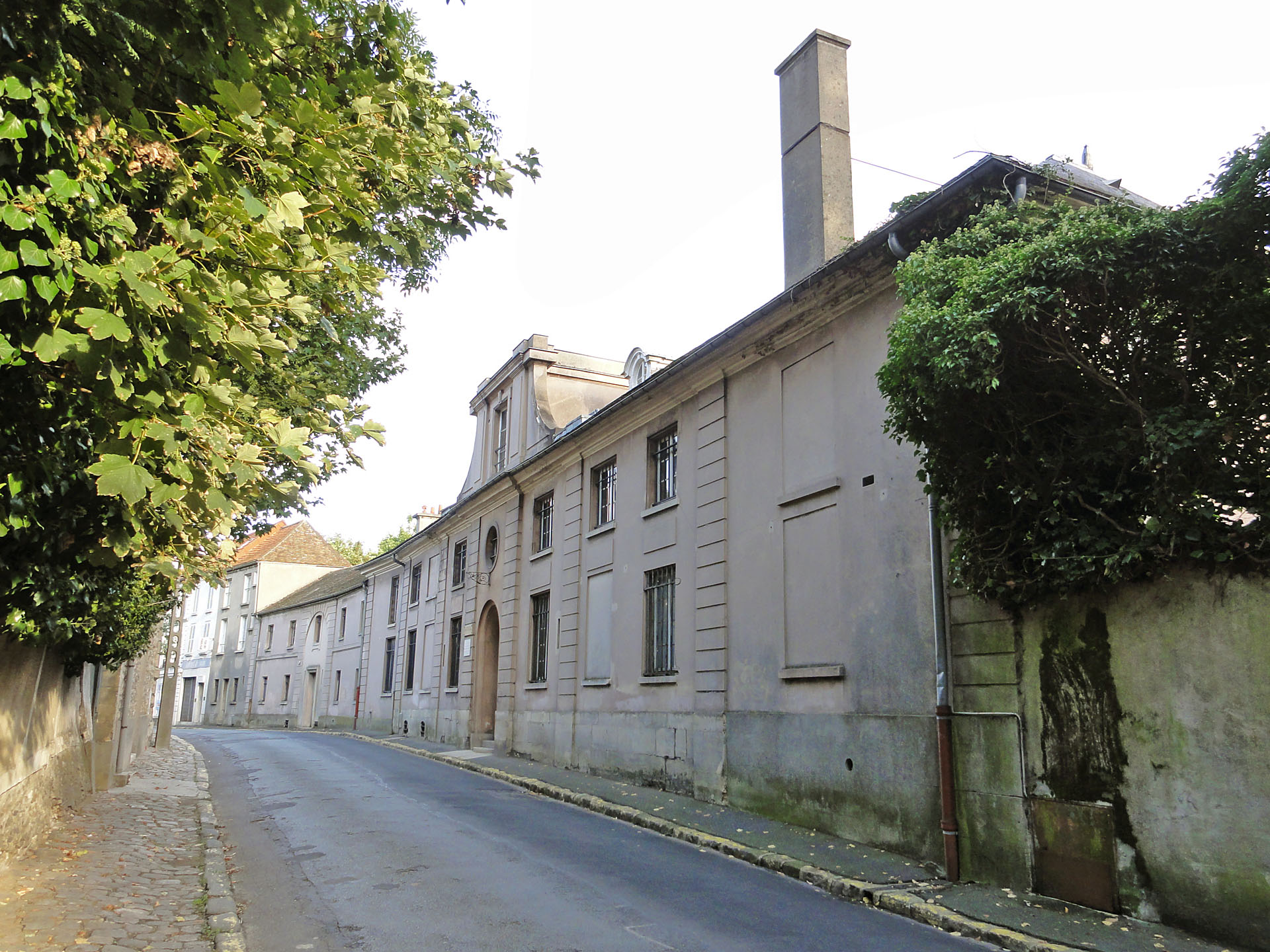
Pavillon Colombe.
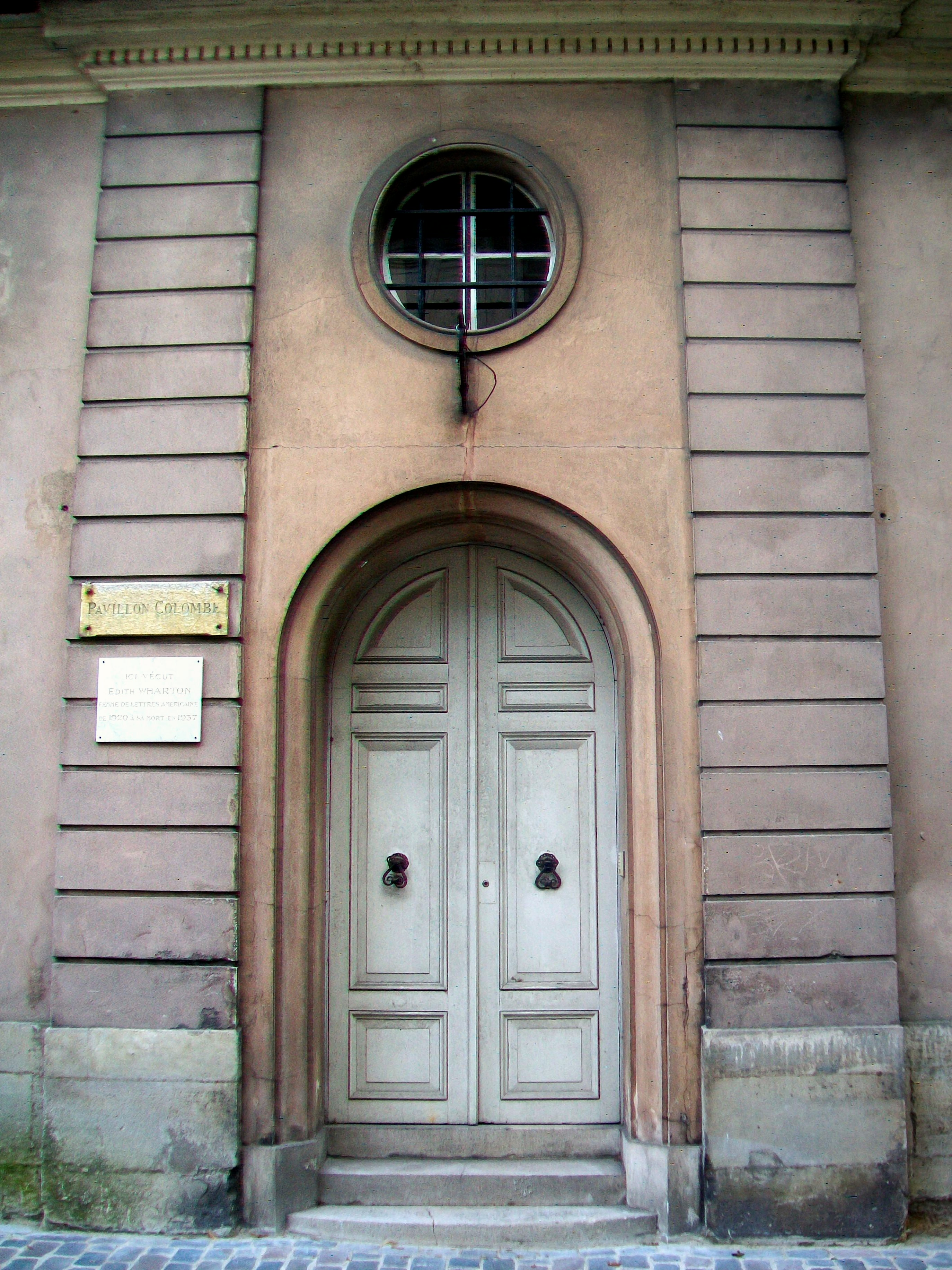
Portail sur la rue.

On peut également signaler : 
- Propriété Jacquin, à l'angle avenue du Général de Gaulle / boulevard de la Gare : Elle fut longtemps habitée par M. Montmirel, maire de Saint-Brice de 1929 à 1935. Une partie du parc est occupée maintenant par les immeubles du clos Béranger[57].
- Villa Sainte-Beuve, 8 rue de Paris : la propriété appartenait à la famille Sainte-Beuve. Elle fut la résidence de l'actrice Armande Cassive, puis de la famille Driancourt, distillateur à Saint-Denis[58].
- Hôtel Mauléon, 15 rue de Paris : il appartenait à la famille Gary depuis 1648. À la mort du notable Pierre Gary, le domaine revient à sa sœur Catherine qui devint Dame de Mauléon[b 3].
- Propriété Daval : elle est située à côté de la mairie. Cette demeure a été transformée en appartements.
- Balustrade de la rue Edith-Wharton : Elle constitue probablement un vestige de la terrasse du château de la famille Braque, construit en 1670. La résidence des seigneurs de Saint-Brice était doté d'un vaste parc[b 2].
- Fontaine Saint-Martin, rue Edith-Wharton : cette fontaine de 1686 environ, modifiée par la suite au cours du XIXe siècle, amenait vers la ville l'eau potable depuis la source Saint-Martin, en lisière de la forêt de Montmorency. La construction de la fontaine intervient en même temps avec la canalisation du cours d'eau à ciel ouvert, ayant traversé le domaine du château. La fontaine a servi à de nombreux habitants jusqu'au milieu du XXe siècle[b 2]. Elle est aujourd'hui hors service.
- Chalet suisse, 20-22 rue de Montmorency : cette maison de 1909, dessiné par l'architecte A. Abbet, suit le modèle du pavillon de la Suisse de l'Exposition universelle de 1900[b 4].
- Vierge à l'Enfant, 19 rue de Montmorency : cette petite statue en plâtre dans une niche à l'angle d'une maison était, jusqu'en 1939, le but de la procession de l'Assomption[b 5].
- Presbytère, 59 rue de Paris : Il est installé depuis les années 1920 dans cette ancienne propriété bourgeoise du XIXe siècle, entourée par un mur de clôture avec une porte cochère à l'angle des rues[b 5].

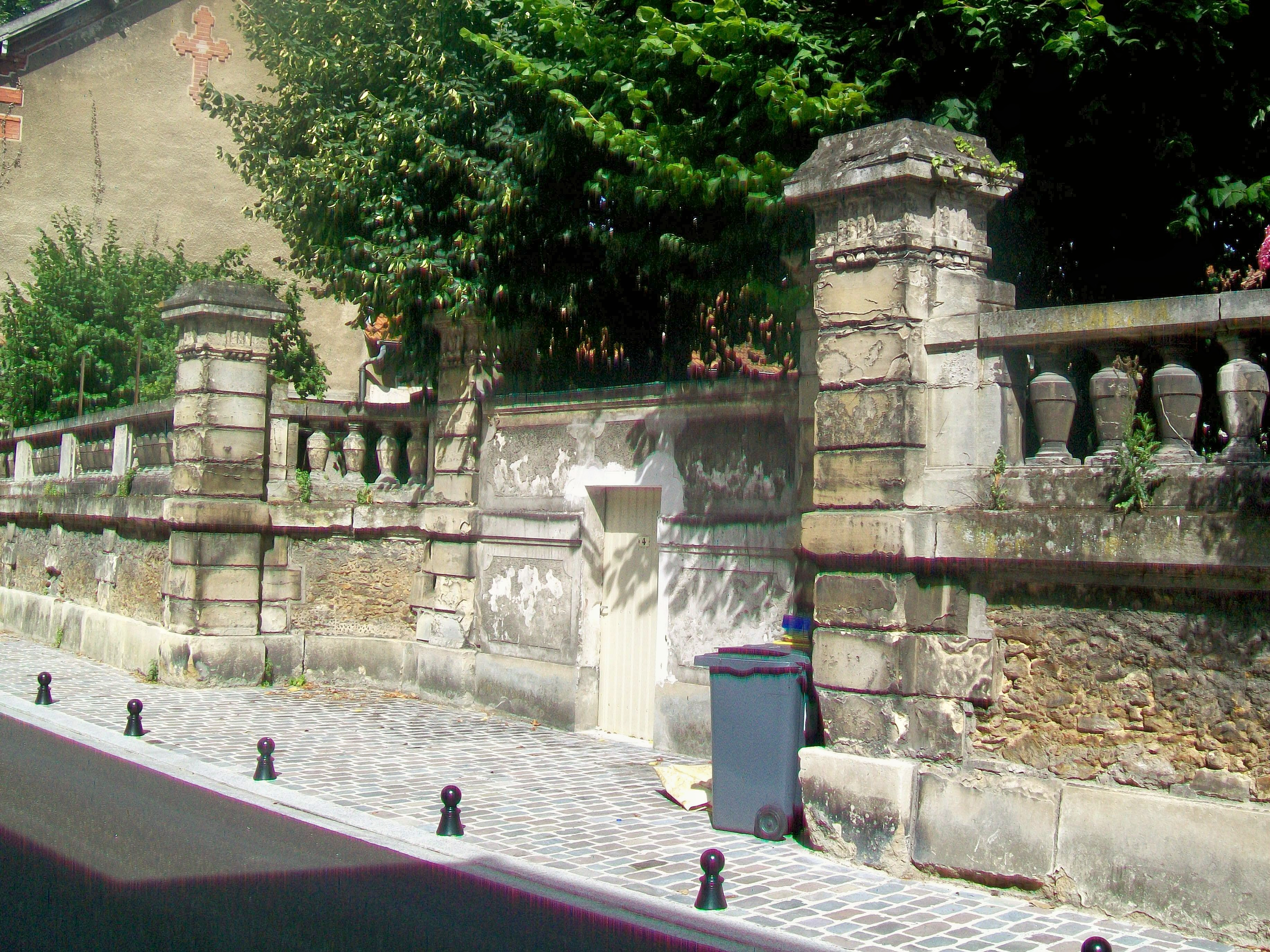
Balustrade de la rue Edith-Wharton.
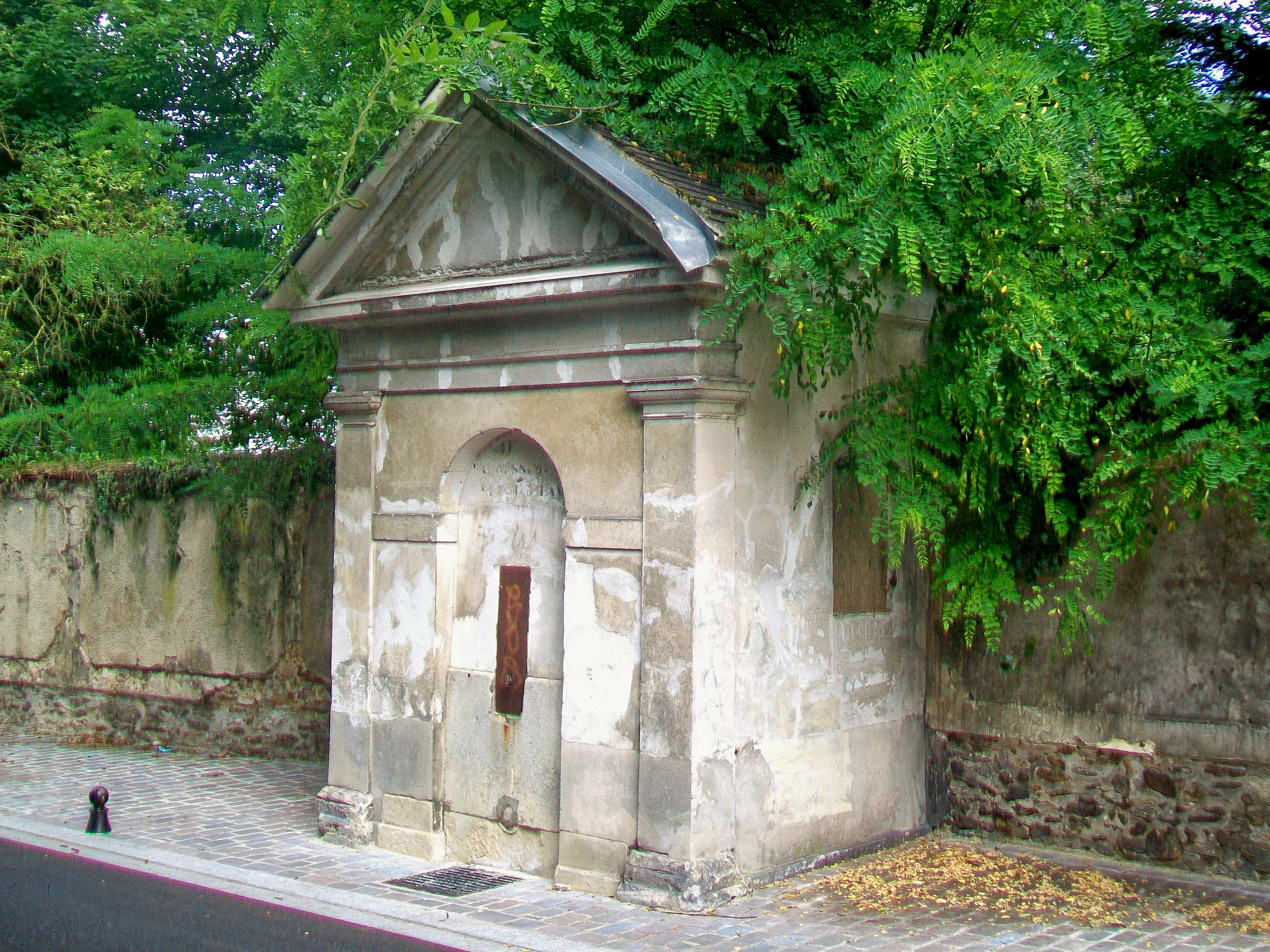
Fontaine Saint-Martin.
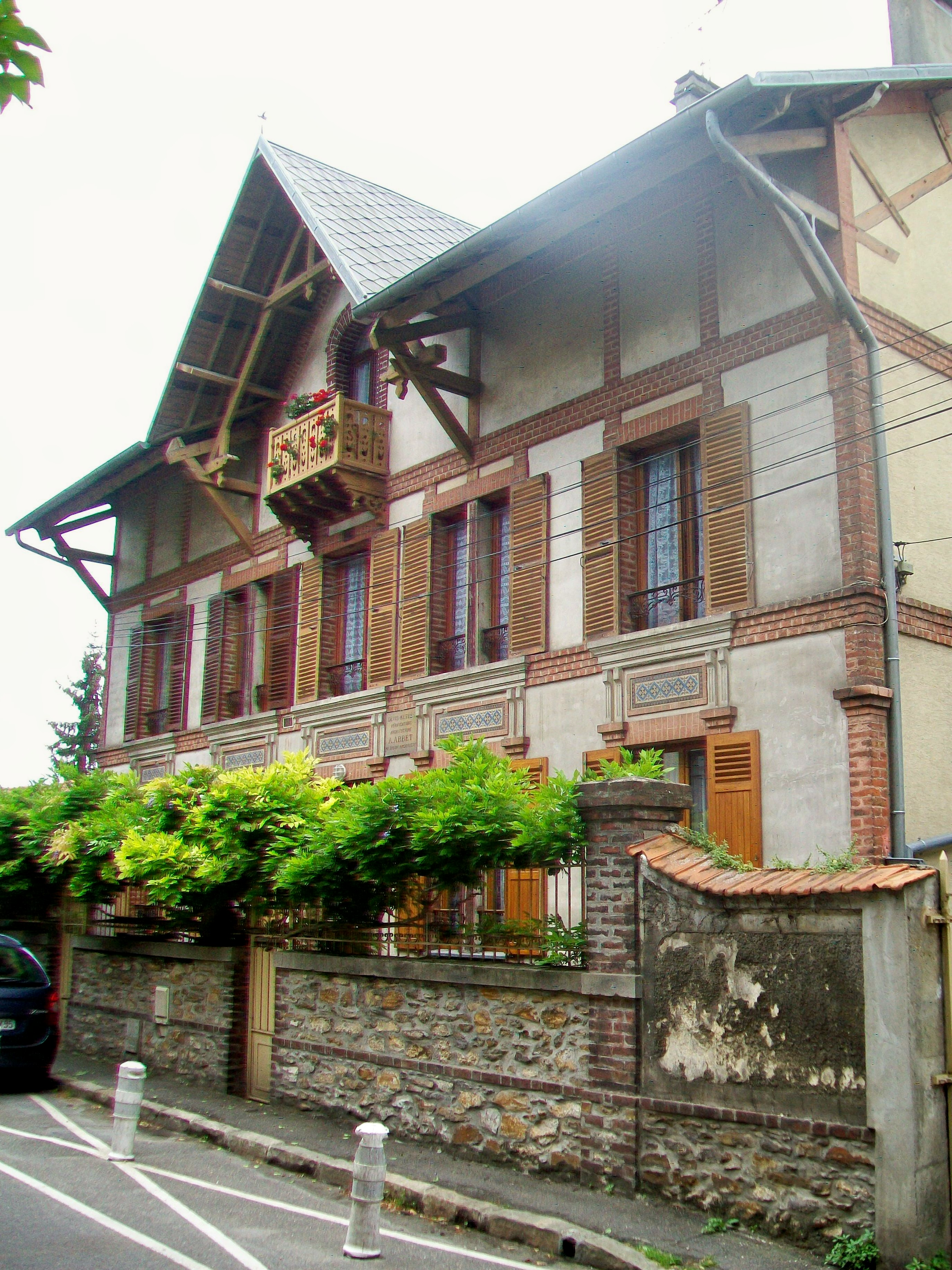
Chalet rue de Montmorency.
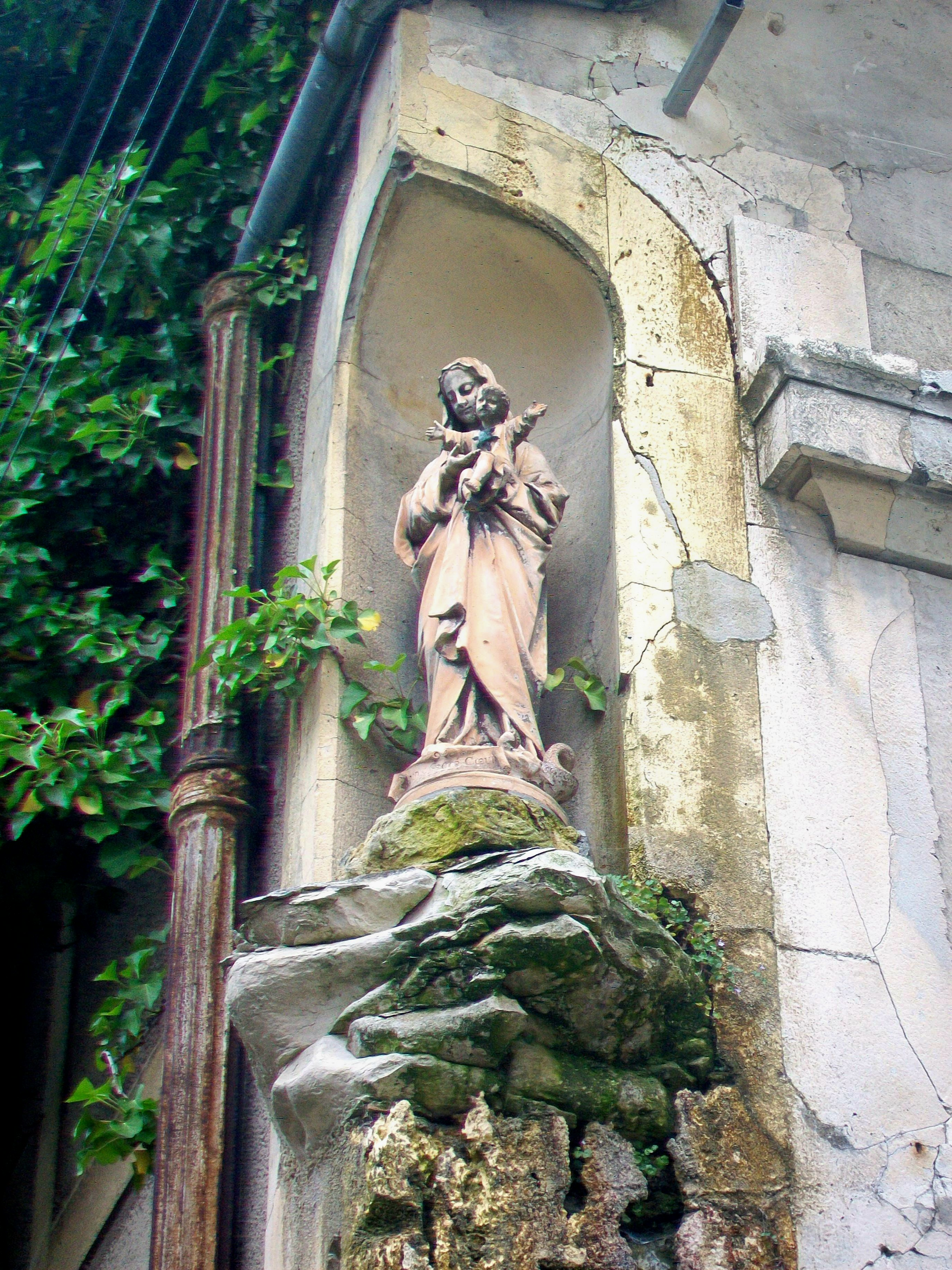
Vierge à l'Enfant.
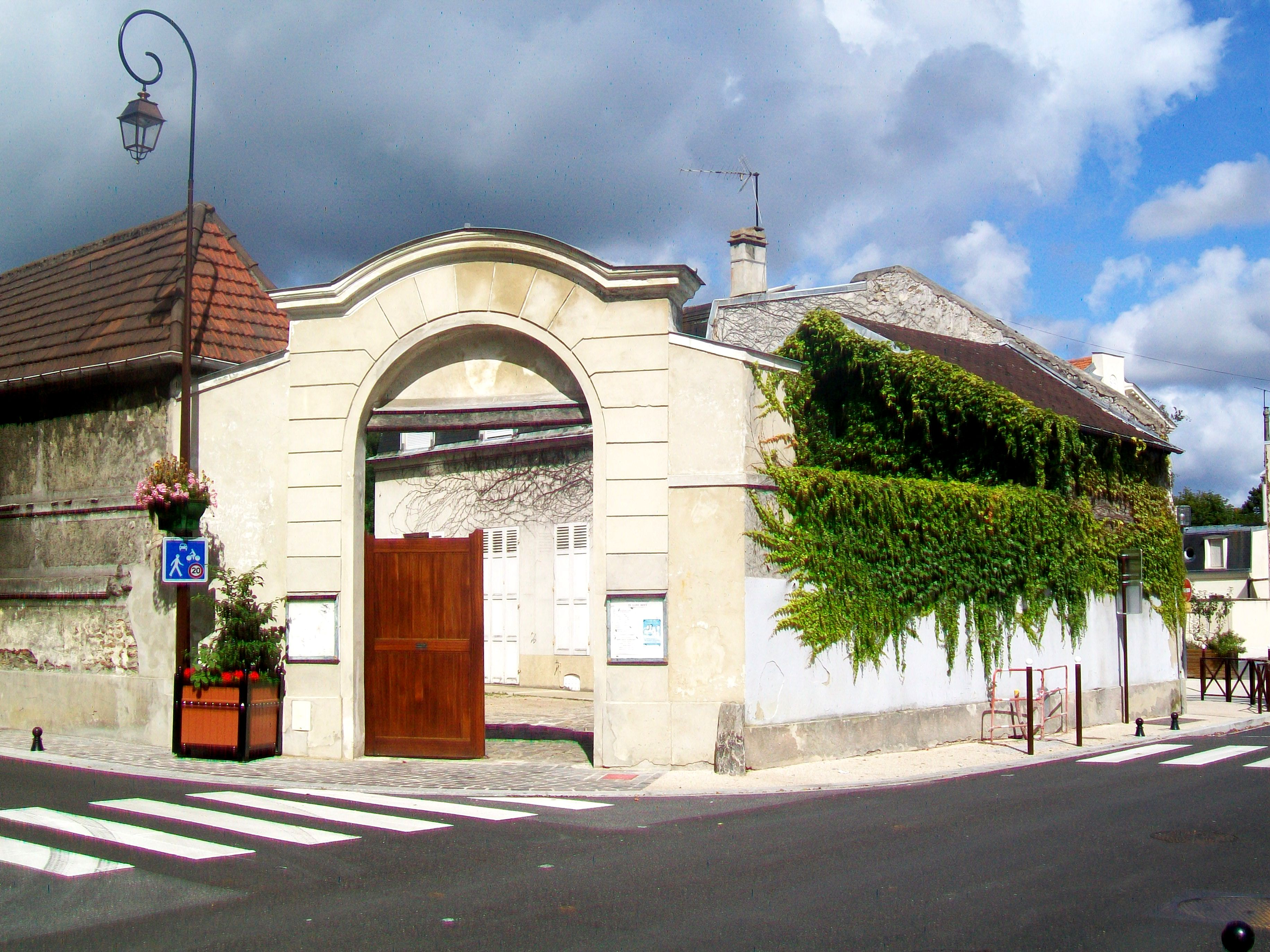
Presbytère.
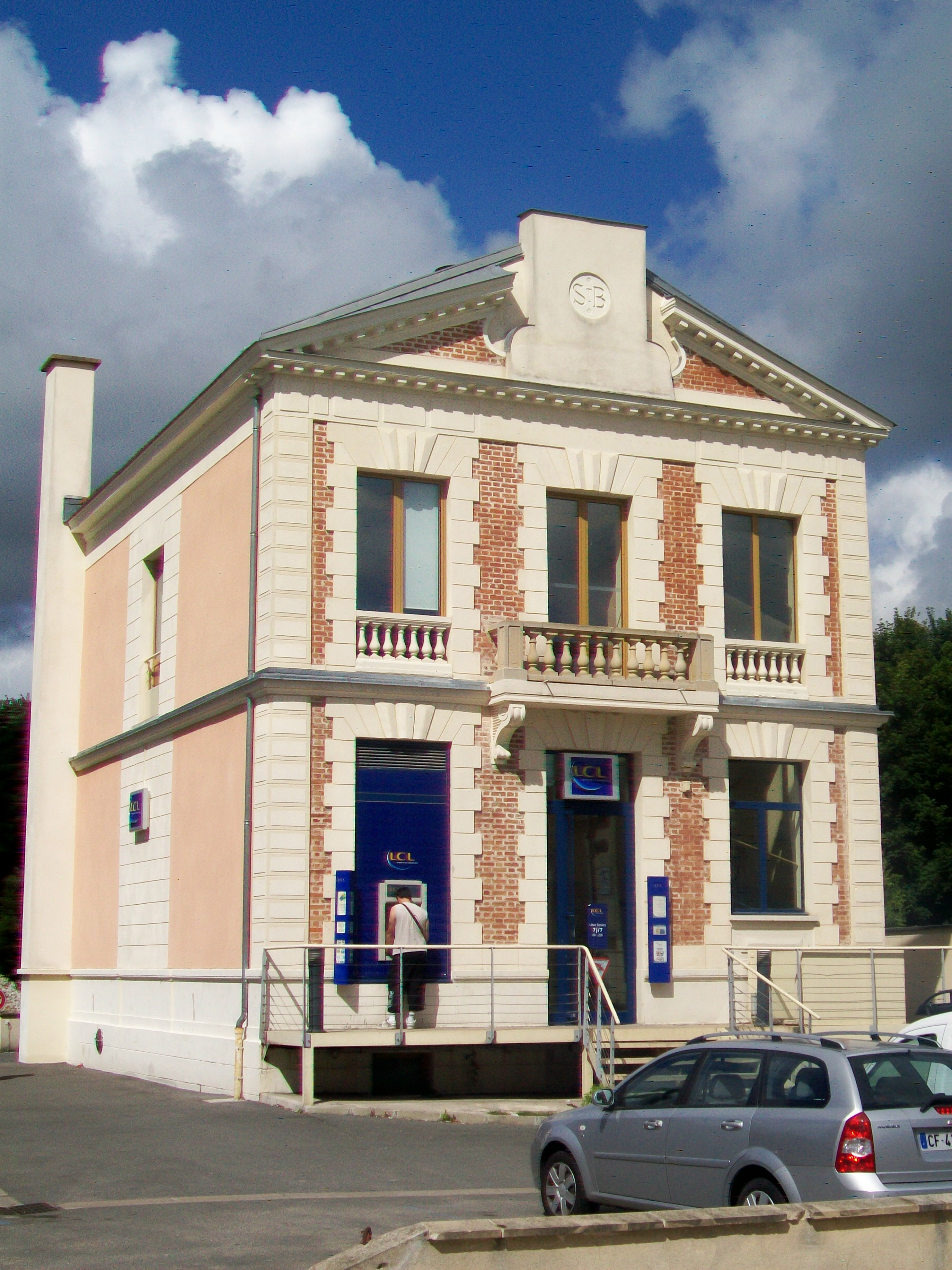
Ancienne mairie.
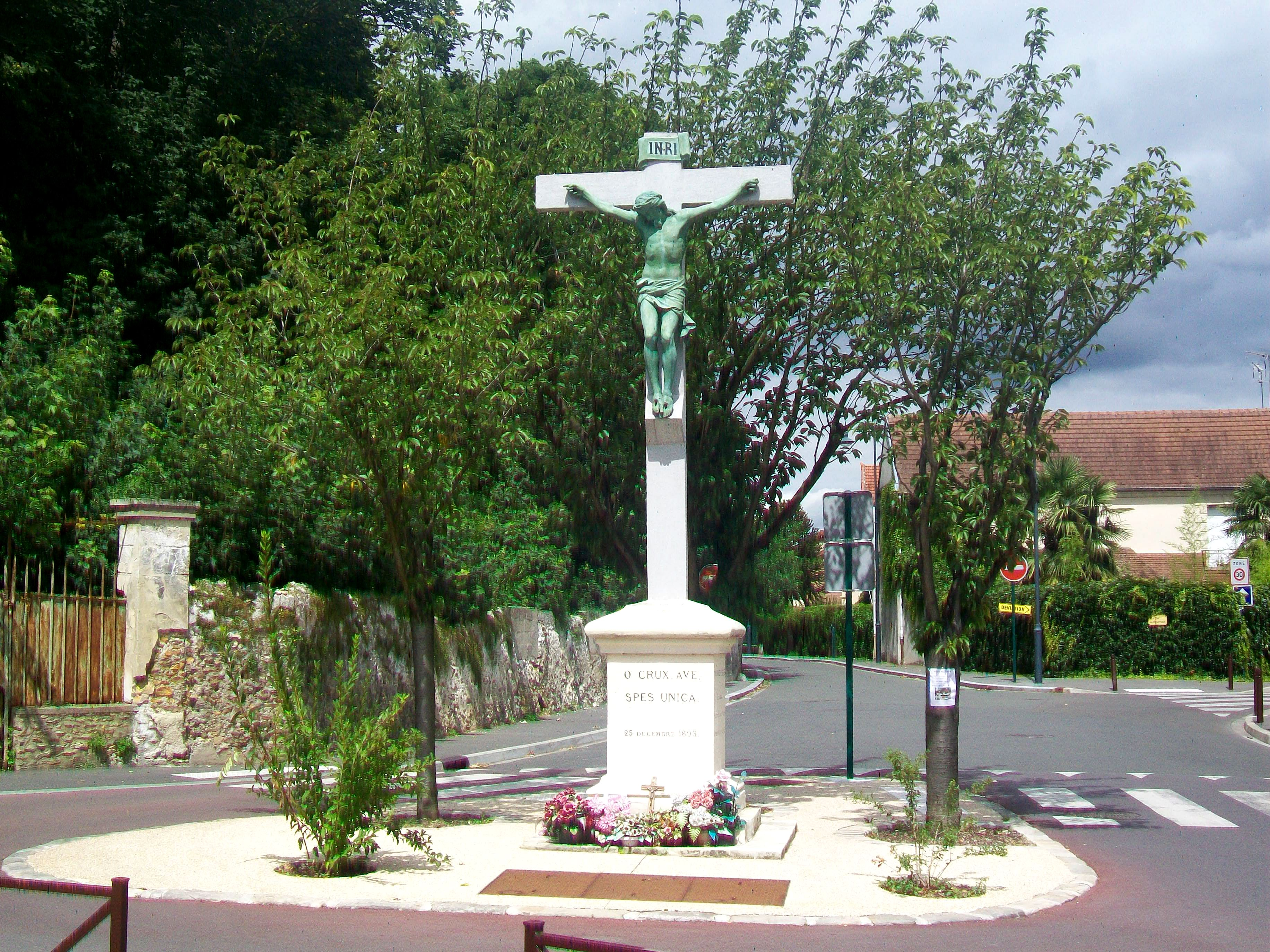
Calvaire de 1895.
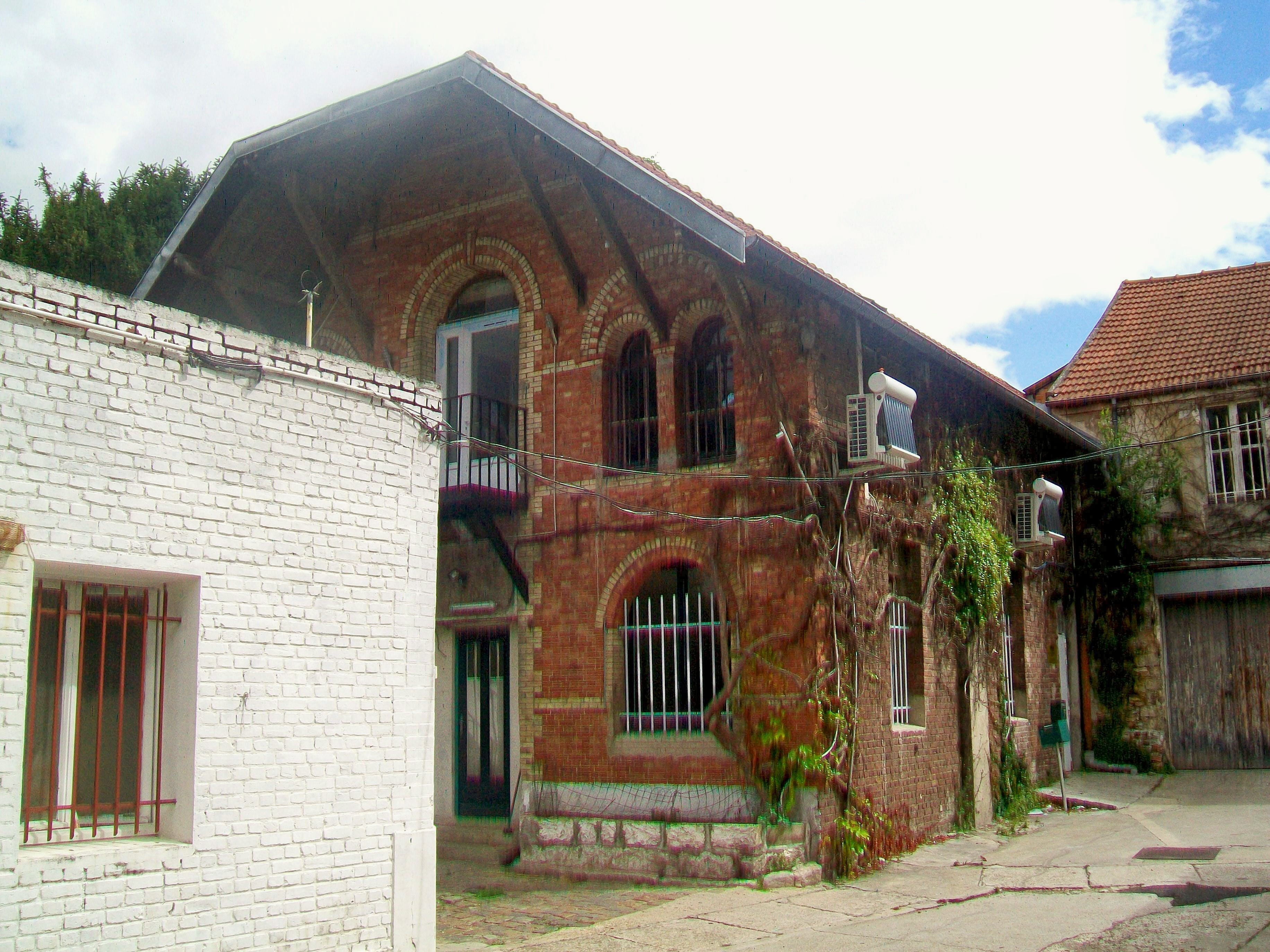
Ancienne laiterie.
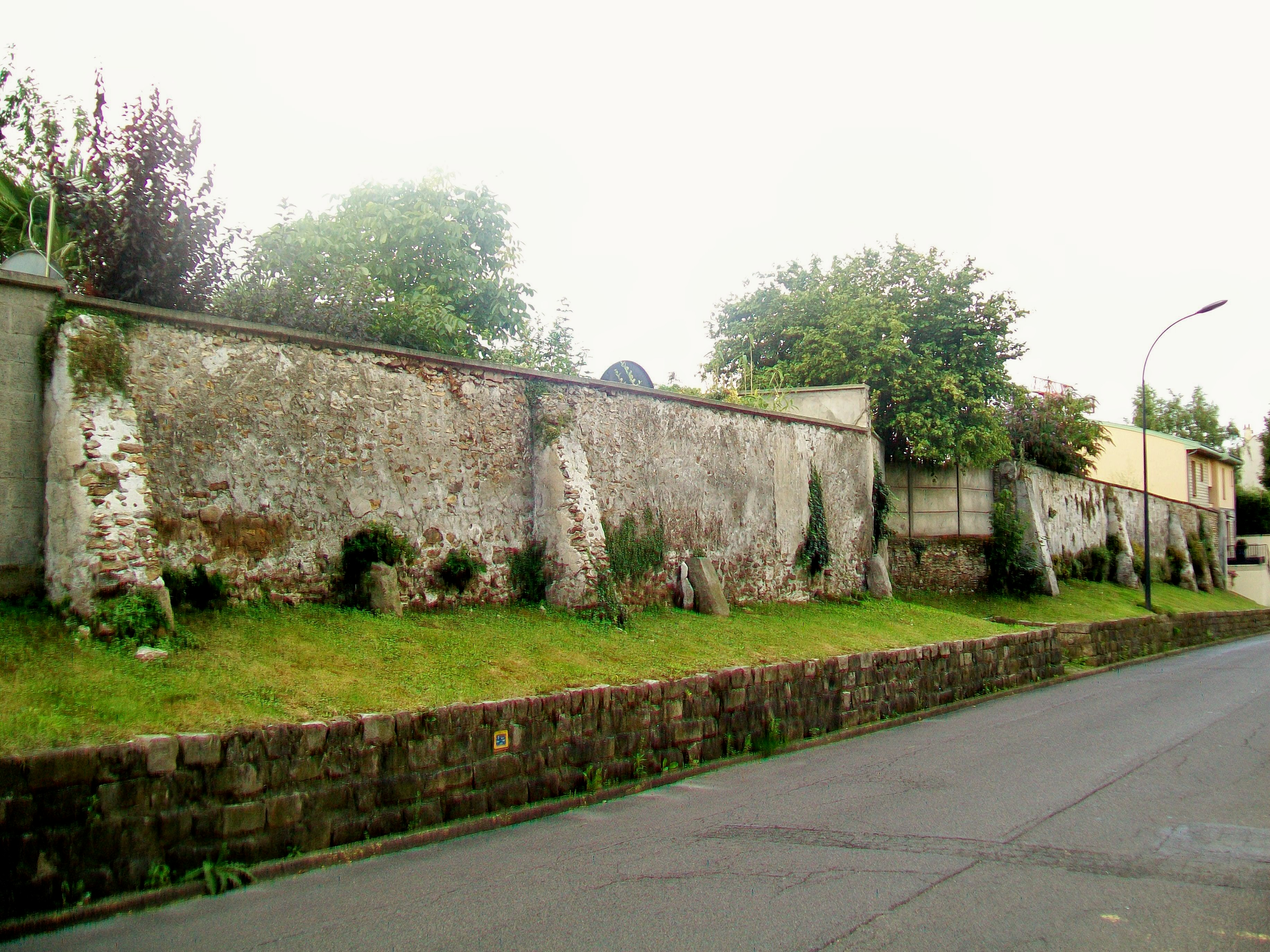
Mur d'enceinte.
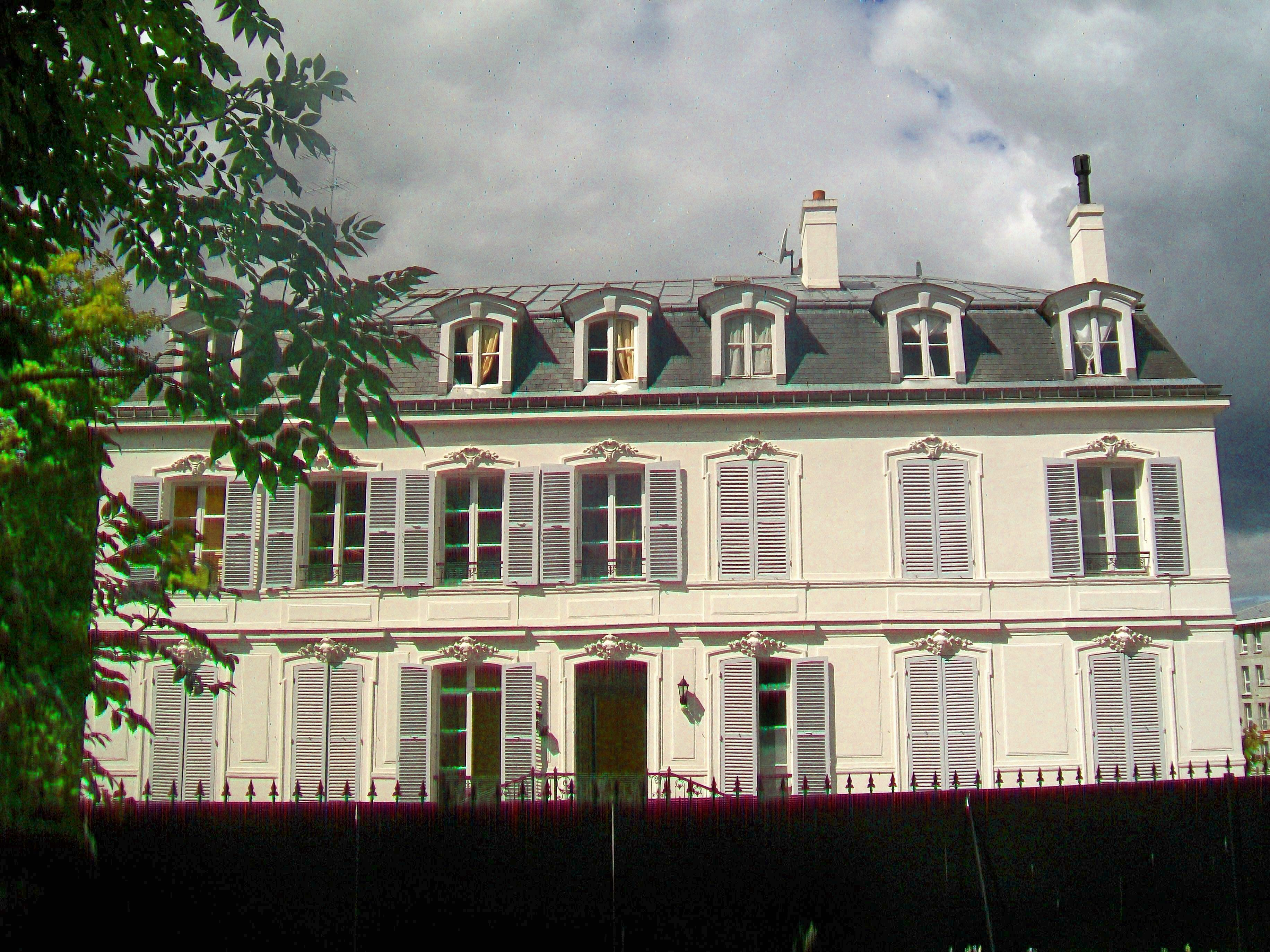
Maison de campagne de 1823.

- Ancienne mairie, 63 rue de Paris : la maison date de 1872. Elle servit d'école jusqu'en 1896 puis la mairie s'y installa de 1896 à 1970, date à laquelle elle fut transférée à son adresse actuelle[b 5],[59]. L'ancienne mairie ne fut pas démolie mais réaménagée en banque. Le propriétaire actuel des lieux est la banque LCL.
- Calvaire, rond-point de la rue des Écoles / rue Jules-Ferry : Il a été érigé en 1895 grâce à une souscription publique[b 6].
- Ancienne laiterie, 80 rue de Paris : l'implantation de cet établissement à Saint-Brice témoigne du caractère rural qu'avait encore la commune à la fin du XIXe siècle, lors de la construction. Le comptoir commercial avec ses fenêtres gémellées en plein cintre est d'inspiration style néo-byzantine, alors que le toit débordant à demi-croupe évoque la ruralité[b 6].
- Maison de campagne, 89 rue de Paris : de nombreux Parisiens fortunés achètent des maisons de campagne à Saint-Brice, à l'instar de Jean-Baptiste Ernest Salel de Chastanet, conseiller à la Cour des Comptes et conseiller municipal de Saint-Brice de 1852 à 1875. En rachetant des terrains limitrophes parcelle par parcelle, il parvient à constituer un parc de 10 000 m2, devenu plus récemment le parc municipal Marie-Dominique Pfarr. Pendant longtemps, une fête champêtre très populaire s'est annuellement déroulé dans le parc. La maison est léguée aux Sœurs de la Charité de Saint Joseph en 1917, qui travaillaient comme aides-soignantes à la maison de convalescence de l'hôpital Saint-Joseph[59].
- Anciennes écuries, 39 rue Eugène Châtenay : elles dépendaient du château construit par Loiseau de Béranger, fermier général guillotiné durant la Révolution. Le maréchal Mac-Donald et Talleyrand furent propriétaires du château (il n'en reste que les écuries, restaurées en 1975, et le parc).
- Mur d'enceinte, rue des Marais :  l'appareil en moellons de calcaire et meulière ainsi que la forme des contreforts indiquent le XVIIe siècle comme période de construction, mais une datation précise reste problématique. Le mur est trop bas et pas assez solide pour constituer une enceinte pour servir efficacement de rempart, mais toujours est-il qu'il représente exactement l'ancienne limite nord de la ville[b 2].

### Personnalités liées à la commune
- La famille Bazin est originaire de la commune. Ernest Bazin, professeur de dermatologie à Paris, est le fils de Pierre-Elisabeth Bazin[60], docteur en médecine, nommé membre du conseil municipal de Saint-Brice le 8 janvier 1801[23] et de Anne Rose Gault[61]. Ernest Bazin est le frère d’Antoine Bazin, sinologue, et de Pierre Alphonse Bazin, docteur en médecine, successeur de son père à Saint-Brice[23].
- Lise Deharme a vécu de 1926 à 1939 dans une maison, construite en contrebas de la Tour de Nézant. Femme de lettres, elle recevait beaucoup d’artistes dont les surréalistes. Son mari, Paul Deharme, fut un des pionniers de la radio naissante.
- L'écologue et agronome René Dubos est né à Saint-Brice le 20 février 1901 au 75, rue de Paris et meurt le 20 février 1982 à New York. Il devient rédacteur, en 1923, à l'institut international d'agriculture à Rome puis quitte l'Europe pour poursuivre une carrière de biologie et de chercheur aux États-Unis.
- Paul Éluard vint s'installer à Saint-Brice[62] et y accueillit dans sa maison les futurs surréalistes : Max Ernst, André Breton, Robert Desnos, René Crevel, Max Morise, Georges Ribemont-Dessaignes, Jean Paulhan, Benjamin Péret, Philippe Soupault, Roger Vitrac, Jacques Rigaut, Jean Arp, Louis Aragon et Francis Picabia.
- Le maréchal Mac-Donald, puis Talleyrand furent propriétaires du château construit par Loiseau de Béranger, fermier général guillotiné durant la Révolution (il n'en reste que les écuries et le parc).
- L'artiste peintre Pablo Picasso séjourne également à Saint-Brice avec Salvador Dalí, Lise Deharme, Paul Éluard, André Breton, Jean-Louis Barrault et Gala. Ils se réunissent à la tour de Nézant. En 1939, la maison appartient à Henri Jeanson, scénariste[Note 11].
- Edmond Rostand y séjourne[63].
- L'historien Henri Sée y nait le  6 septembre 1864.
- Madame de Staël (1766-1817), romancière et essayiste a séjourné à Saint-Brice-sous-Forêt.
- Edith Wharton, romancière américaine, vit au Pavillon Colombe, situé au 3/5 de la rue qui porte depuis son nom, de 1919 à sa mort en 1937.

### Saint-Brice dans les arts et la culture
Le scénariste et dialoguiste Henri Jeanson a vécu à la Tour de Nézant à partir de 1939 avec la comédienne Marion Delbo. Il y est arrêté par la Gestapo en 1942. Son épouse, Marion Delbo, comédienne, y réside jusqu’en 1961. Elle y reçoit Marie-Laure de Noailles, Georges Auric, Jean Cocteau, Leonor Fini… 
Hélène Duc, la célèbre Mahaut d'Artois de la série télévisée Les Rois maudits, inspirée de l’ouvrage éponyme de Maurice Druon, y séjourne aussi de 1952 à 1958.
L'actrice Gisèle Casadesus était, par ailleurs, mariée à Lucien Pascal, originaire de Saint-Brice-sous-Forêt.
Plusieurs films ont été tournés à Saint-Brice. On peut citer notamment :
- Itinéraire d'un enfant gâté de Claude Lelouch. C'est dans l'hôtel Le Bel-Air qu'une partie du film a été tournée[64].
- Vendeur de Sylvain Desclous avec Gilbert Melki et Pio Marmai. Quelques ont été tournées dans l'hôtel Le Bel-Air.
- Cette musique ne joue pour personne de Samuel Benchetrit. Il a choisi de tourner au centre commercial Carrefour de la ville avec Ramzy Bedia, François Damiens et Valeria Bruni Tedeschi.
- Yo Mama, comédie française réalisée par Leïla Sy et Amadou Mariko et sortie en 2023[65].

### Héraldique
| Blason de Saint-Brice-sous-Forêt | Blason  | D'or à la croix de gueules cantonnée de seize alérions d'azur; sur le tout, d'azur au rais d'escarboucle d'or. Ornements extérieursL’écu timbré de la couronne murale à trois tours crénelées d’or maçonnée et ouverte de sable, et sommée de trois falots du même allumés de gueules. Il est soutenu et flanqué par quatre chênes d’argent englantés d’or, posés sur une terrasse herbée d’argent soutenue par deux gerbes de blé d’or croisées en sautoir et liées de gueules.                                                                              |
| Blason de Saint-Brice-sous-Forêt | Détails | L’écu est aux armes de la Maison de Montmorency dont la terre relevait au temporel et au centre l’écusson est aux armes de l’Abbaye de Saint-Victor de Paris dont la cure était la présentation. Les falots qui somment la couronne murale rappellent ceux figurant dans les armes de la famille Picot qui posséda ensuite les terres, après la famille Braque. Les chênes évoquent la forêt de Montmorency et les gerbes de blé la vocation agricole des habitants de Saint-Brice-sous-Forêt. Ces armes ont été composées en 1963 par l’héraldiste R. Louis. |

## Pour approfondir